# Передня Померанія
54°05′00″ пн. ш. 13°23′00″ сх. д. / 54.08333333° пн. ш. 13.38333333° сх. д.
Передня або Ближня Померанія від нім. Vorpommern — назва частини Прусської провінції Померанія, яка розташована в сучасній Німеччині і разом з Мекленбургом утворює федеральну землю Мекленбург — Передня Померанія. Передня Померанія знаходиться на сході та охоплює приблизно третину території федеральної землі.
Передня Померанія розташована на північному сході Німеччини, на сході межує з Польщею а на півночі виходить на узбережжя Балтійського моря, на сході межує з Мекленбургом а на півдні з федеральною землею Бранденбург.
Німецька Передня Померанія сьогодні розуміється як острови Рюген і Узедом і прилеглий материк, що приблизно відповідає адміністративним районам Передня Померанія-Рюген і Передня Померанія-Грайфсвальд, хоча кордони цих районів з власне Мекленбургом не відповідають демаркації до 1945 року.

## Назва
Польська назва регіону — Pomorze Przednie або Przedpomorze — відповідає німецькому значенню Ближня, Передня Померанія (нім. Vorpommern) — хоча з точку зору Польщі регіон знаходиться далі, аніж решта Померанії.
Також в Польщі існує Західнопоморське воєводство, якому належить західна частина польської частини Померанії.

## Історія

### Епоха до 1121 року
У доісторичні часи територія була заселена культурами мегалітів. У першій половині першого тисячоліття в цьому районі повідомляють про східногерманських ругів, які, як відомо, згодом заснували королівство на крайньому півдні Панонії в 5 столітті.
У 6-7 століттях західнослов'янські народи населяли регіон. Невідомо, чи зустрічали вони значне ругійське населення і чи /або як вони асимілювалися слов’янами. Слов'янські жителі розділилися на кілька невеликих племен, Збірний термін лютиціанці також охоплює деякі з цих племен, оскільки вони об’єдналися в кінці 10 століття, щоб забезпечити свій суверенітет. Штаб союзів лютіціан був у Ретрі, де проводили свої збори делегатів від незалежних союзних племен. Сперечається, чи були Рані частиною Велетів, чи пізніше люціціани. Слов'янські племена, іменовані померанами , розселилися на схід від річки Одер .
У цю епоху великі змішані слов'янські та скандинавські поселення були побудовані в природних притулках узбережжя, багатого затоками, найважливішими з яких були Ральсвік (Рюген), Altes Lager Menzlin на річці Піне та Волін , який, як вважається, ідентичний. з Вінетою і Джомсборгом . Важливими місцями язичницьких храмів були Аркона і Ретра. Іншими місцевими опорними пунктами були Дімін ( Деммін ) у Цирципані та Штетін ( Щецін ) у Поморському регіоні.
На початку другого тисячоліття західно-поморські племена були оточені державами Данії на півночі, Пястської Польщі на південному сході та Священної Римської імперії на південному заході. У той час як експансія останнього на схід могла бути на деякий час зупинена слов'янським повстанням південних ( гевеллери ) і західних ( оботріти ) сусідів західно-поморських племен, яке навіть підтримувалося Лютизіанським союзом, померани на схід від Одеру Річки були завойовані польською державою наприкінці 10 століття і залишалися васалами династії Пястів до 1007 року, були змушені платити данину полякам після 1042 року і були знову завойовані в 1121 році.

### Герцогство Померанія (1121/81–1637) і князівство Рюген (1168–1325)
Незважаючи на свою капітуляцію або навіть за військову допомогу наступних поляків, поморський герцог Вартислав I з дому Гріфонів успішно почав завойовувати території на захід від свого бургу в Штеттіні в роки після 1121 року. Ці землі були значно ослаблені попередньою війною: Узбережжя піддалися набігу данців, які зруйнували Йомсборг у 1043 році, переклавши владу в дельті Одеру на південь до померанського Штеттина. Взимку 1068/69 р. Ретра зазнала набігів і спустошення німців, союз Лютиціан розпався, і замість цього племена Лютиціан почали боротьбу один проти одного (" Liutizischer Bruderkrieg", Громадянська війна Лютиця).
Метою Вартислава було не лише розширення свого герцогства, а й поширення християнської віри. У 1124 році він запросив Отто фон Бамберга на місію в своє герцогство на схід від річки Одер. До 1128 року Вартислав I розширив своє герцогство на захід до графства Гуцков і Цирципанія і на південь до Укермарка. Він знову запросив Отто фон Бамберга на місію в ці язичницькі райони на захід від річки Одер. Колишні князівства Лютиці були перетворені на кастеляни, підпорядковані поморському герцогу, який призначив кастелян. Ці кастелянії були перетворені з язичницької на християнську релігію в Узедомі. За винятком Рані, що проживали на північ від річки Рік і Деммін, усі території Західного Помор'я стали об'єднаними та християнськими. У наступні роки залежність Вартислава від Польщі послабилася, і в 1135 році зі смертю польського короля Болеслава III герцогство Вартислава відновило незалежність. Приблизно через десять років він був убитий язичниками поблизу Столпе. Абатство Столпе було споруджено на цьому місці наступником Вартислава Ратібором I.
Вендський хрестовий похід 1147 року (нім. Wendenkreuzzug ), започаткований Священною Римською імперією, завершився, коли громадяни Деммін і Штеттін переконали хрестоносців, що вони вже християни.
До середини 12 століття князівство Рюген у північно-західній Померанії залишалося останньою язичницькою державою в Центральній Європі. У 1168 році данський флот на чолі з архієпископом Роскільде Абсалоном розграбував Рюген. Храм Аркона був обложений і зруйнований. Після падіння цього головного храму капітулював капітолій Рюгена Чаренца ( Венцер Бургволл ), всі інші храми були передані данцям для знищення, а Яромар I, принц Рюгенський, став васалом Данії. Рані потім навернулися в християнство.
З Рюгена, де ще був сильний флот і армія, данці чинили тиск на Померанію. Богислав I, герцог Померанії, зробив своє герцогство частиною Священної Римської імперії у 1181 році, після того, як він вступив у союз з Генріхом Левом з 1164 року. Таким чином, Померанія стала першим слов'янським герцогством HRE. Але новий союз не завадив данцям успішно здійснити набіги і в 1186 році підкорити всю Померанію. Данське правління закінчилося, коли в 1227 році данський флот зазнав поразки в Борнхьоведі від німців, Померанія, за винятком Рюгена (до 1345 року зі смертю останнього ругійського герцога), перейшла до Священної Римської Імперії.

### Колонізація та німецьке поселення (з 12 ст.)
Герцоги Рюгена і Померанії закликали багатьох німецьких поселенців і аристократів переселити частини своїх герцогств, спустошених під час попередніх війн, і заселити нові території, перетворивши ліси на поля. Поселенці прийшли з Північної Німеччини Нижньої Саксонії. Деякі поселенці з гір Гарц у центральній Німеччині оселилися поблизу Штеттіна. Були засновані міста і монастирі. У період з 12 по 13 століття Західна Померанія перетворилася з язичницької і слов'янської на християнську і німецьку країну (Ostsiedlung). Слов'яни (венди) спочатку були виключені з сіл і привілеїв німецьких поселенців. Пізніше вони об’єдналися з німецькою більшістю. Західна Померанія тоді входила до складу сГерцогство Померанія, території на північ від річки Піне (Князівство Ругія) приєдналися до герцогства в 1325 році.
Відтоді регіон має спільну історію з Дальнім Помор’ям .

### Шведська (1630/48–1720/1815) та Прусська провінція (1720/1815–1945)
Колишнє герцогство Померанія (у центрі) розділилося між Шведською імперією та Бранденбургом після Штеттінського договору (1653 р.) Померанія опинилася під контролем шведських військових у 1630 році під час Тридцятилітньої війни. Суверенітет Швеції над Передньою Померією, включаючи Штеттін, був підтверджений Вестфальським миром (1648) і Штеттінським миром (1653), і з того часу значна частина регіону утворила Шведську Померанію. Володіння цим регіоном залишалося проблемою конфлікту в європейській політиці, а шведське правління було періодом, позначеним спустошенням війни.
Частина регіону на південь від річки Піне (Старе Західне Померанія або Альтворпомеранія ) потрапила під суверенітет Пруссії після Стокгольмського мирного договору 1720 року. Згідно з Кільським договором , залишки Шведської Померанії (Нова Західна Померанія або Neuvorpommern ) були ненадовго передані Данії в 1814 році, але Віденський конгрес 1815 року передав цю територію Пруссії.
З 1815 року вся Західна Померанія була інтегрована в прусську провінцію Померанія

### Мекленбург-Передня Померанія (після 1945/90)
Наприкінці Другої світової війни в 1945 році невелика територія Передньої Померанії, включаючи Щецин – головне місто регіону —  і Свіноуйсьце, була передана Польщі разом із Помор’ям. Основна частина Передньої Померанії стала частиною новоствореної землі Мекленбург-Передня Померанія. Слово «Передня Померанія» було вилучено з назви держави за наполяганням радянської військової адміністрації в 1947 році, а вся земля Мекленбург була ліквідована Східною Німеччиною (Німецька Демократична Республіка, НДР) у 1952 році. Поморські райони були створені частина НДР Безірк Росток (прибережний регіон) і Безірк Нойбранденбург з невеликою територією навколо Гарца, яка стає частиною Безірк Франкфурт/Одер .
Держава 1945–1952 рр. була відновлена з незначними змінами кордону, як Мекленбург-Передня Померанія під час возз’єднання Німеччини в 1990 р. Передня Померанія є конституційним регіоном держави, але не є адміністративним утворенням.
Після адміністративної реформи у вересні 2011 року основна частина Західної Померанії знаходиться в межах округів Передня Померанія-Рюген і Передня Померанія-Грайфсвальд ; однак деякі західні центральні райони, такі як район Деммін, знаходяться в межах Мекленбурзької площі. У 2012 році Поморська євангельська церква об’єдналася з Мекленбургською та Північно-Євангелічною церквами.

## Економіка
Регіон живе в основному за рахунок туризму, особливо на островах Рюген, Гіддензе, Узедом і півостровах Дарсс і Цінгст. Сільське господарство також є важливим, як і суднобудування. Іншим промисловим і технологічним місцем є місце колишньої атомної електростанції поблизу Любміна на Грайфсвальдер Бодден.
Західна Померанія є одним з найбідніших і структурно слабких регіонів Німеччини. Зокрема, це стосується внутрішніх районів узбережжя Балтійського моря. Особливо постраждали східні та південні райони району Передня Померанія-Грайфсвальд. У межах землі Мекленбург-Передня Померанія ця частина держави відстала в економічному відношенні порівняно з Мекленбургом. За словами грейфсвальдського економічного географа Гельмута Клютера, реформа району Мекленбург-Передня Померанія в 2011 році збільшила цей економічний розрив. 

## Туризм
Туризм у Західній Померанії з її островами Рюген і Узедом динамічно розвивався після возз'єднання Німеччини. Зафіксовано двозначні темпи зростання місткості та кількості гостей з одночасним розширенням інфраструктури. Пікового значення було досягнуто в 2003 році — 25,9 мільйонів. Однак у 2004 році крива зростання вирівнялася і вперше стала негативною.